# Chiesa di Santa Maria (Sperlonga)

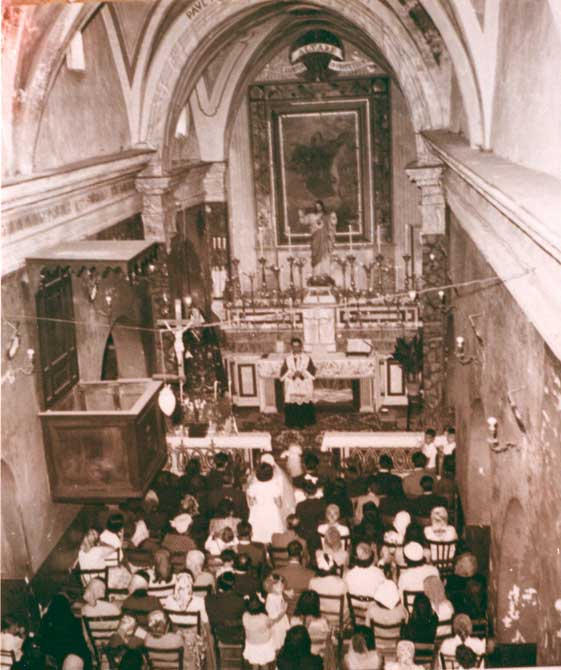
L'interno prima della chiusura al culto

La chiesa di Santa Maria di Sperlonga è sita nel centro storico di Sperlonga (provincia di Latina). 
La chiesa di Santa Maria di Sperlonga (detta localmente anche Sancta Mariae de Sperlonche) è la chiesa più arcaica di Sperlonga.
Dopo un lungo periodo di chiusura è stata completamente restaurata ed è attualmente usata come sede di eventi culturali e di spettacoli.
Un documento del 1135 del Codex Caietanus (cioè il codice di Gaeta o dei Caetani) attesta la chiesa già esistente nel XII secolo fra i più importanti luoghi di culto della zona circostante fra Terracina, Fondi e Gaeta.
L'interno è a due navate con ampliamenti successivi.
Presso l'altare maggiore è una tela raffigurante l'Assunta e un coro a volta.
La cappella del presepe risale al Settecento.
In fondo a destra alla navata centrale vi è una statua di scuola napoletana.
Nelle cappelle della navata laterale vi sono degli affreschi del XII secolo.